# 玻璃屋 (法国)
48°51′14″N 2°19′41″E / 48.853910°N 2.327990°E
玻璃屋（法語：Maison de Verre）是位於法國巴黎的一個建築，修建於1928年至1932年。玻璃屋是一座早期現代主義建築，使用的主要材料是鋼、玻璃和玻璃磚。玻璃屋的設計者是皮埃爾·查里奧，他是一位家具和室內設計師。美國建築史學家Robert Rubin在2006年購買了玻璃屋，並作為自己家庭的住宅使用，他允許有限的觀光客參觀這座建築。

## 外部連結
- Nicolai Ouroussoff's article in The New York Times, "The Best House in Paris" （页面存档备份，存于）, 26 August 2007
- Article: "A Serious Point of Departure" - La Maison de la Rue St. Guillaume （页面存档备份，存于）
- Drawings and Photos
- The Architect's Newspaper （页面存档备份，存于） article
- "Paris’s Luminous Secret" （页面存档备份，存于） WSJ Article, 18 July 2009

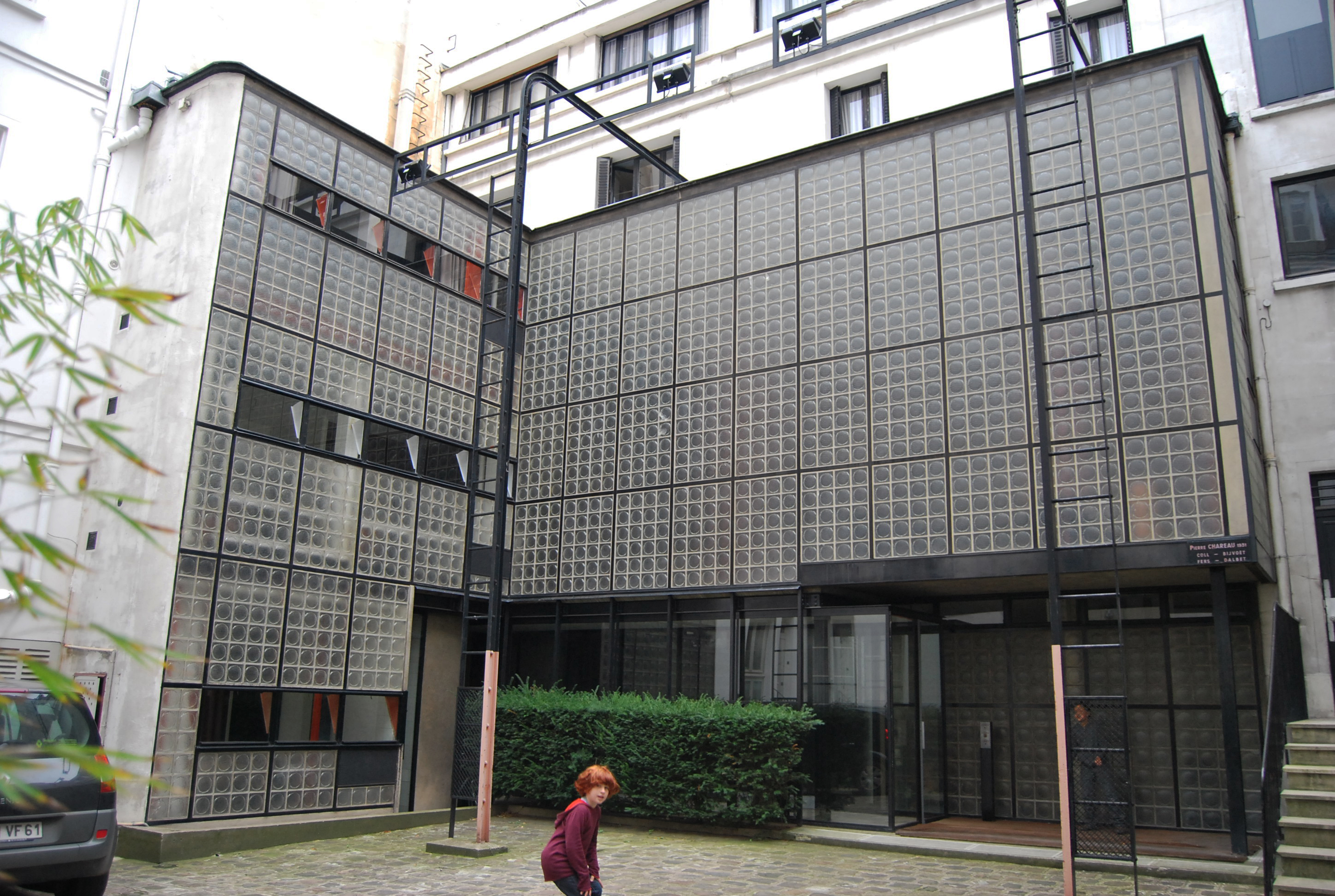
玻璃屋的左側面

- Video tour of Maison de Verre （页面存档备份，存于）